# أرتور سوبييخ
أرتور سوبييك (بالبولندية: Artur Sobiech)‏ (12 يونيو 1990 في رودا شلاسكا، بولندا) لاعب كرة قدم بولندي يجيد اللعب في مركز المهاجم ويلعب حاليا في نادي هانوفر 96 الألماني منذ 2011.

## روابط خارجية
- أرتور سوبييخ على موقع الاتحاد الأوربي (الإنجليزية)
- أرتور سوبييخ على موقع اتحاد تركيا (لاعب) (الإنجليزية)
- أرتور سوبييخ على موقع قاعدة بيانات كرة القدم.إي يو (الإنجليزية)
- أرتور سوبييخ على موقع بيانات كرة القدم. دي إي (الألمانية)
- أرتور سوبييخ على موقع ناشيونال فوتبول تيمز (الإنجليزية)
- أرتور سوبييخ على موقع Soccerbase.com (لاعب) (الإنجليزية)
- أرتور سوبييخ على موقع Soccerway.com (الإنجليزية)
- أرتور سوبييخ على موقع عالم كرة القدم.نت (الإنجليزية)
- أرتور سوبييخ على موقع AS.com (الإسبانية)